# سيتا هاكوبيان
سيتا هاكوبيان؛ (28 تموز/يوليو 1950 -)، مغنية عراقية أرمنية. ولدت في منطقة الجنينة بالبصرة، كانت بدايتها مع الغناء في عام 1968، وتعرف بصوتها المميز حتى لقبت بـ«فيروز العراق».

## طفولتها
نشأت سيتا في بيت موسيقي رياضي، فوالدها أرشاك بدروس، لاعب التنس الذي مثَّل العراق في عدة بطولات في الخمسينيات والستينيات بالإضافة إلى كونه عازف بيانو. وعمها الربٌاع الرياضي جميل بطرس الذي مثل العراق في بطولات رفع الاثقال (فائز بالمدالية الفضية في القاهرة لعام 1954) بالإضافة إلى كونه عازف إيقاع. بدأت الغناء منذ سن الرابعة وشاركت في العديد من النشاطات المدرسية.

## مشوار الغناء
بدأت سيتا هاكوبيان مشوارها الغنائي بأغنية الوهم، شعر نازك الملائكة وألحان حميد البصري، ثم شاركت في اوبريت «بيادر الخير» وهي الاطلالة الثانية على المسرح بعد ادائها أغنية «أعطني الناي وغني». وادت بعدها عددا كبيرا من الأغاني مع عدد من الملحنين الكبار وابرزهم طارق الشبلي، خالد إبراهيم، كنعان وصفي وفاروق هلال إضافة إلى تعاملها مع العديد من الملحنين العرب الكبار ومنهم الياس رحباني اللبناني واحمد قاسم اليمني. كما أنها منحت العديد من المواهب الشابة في منتصف السبعينيات الفرصة لتلحين اغنيات لها ومنهم جعفر الخفاف ودلشاد محمد سعيد.
وهي من المطربات القلائل اللواتي تسيدن فترة السبعينات وذلك لامتلاكها صوتا نسائيا ملائكياً. ابتدأت سيتا مشوار حركة تجديد الاغنية العراقية عن طريق إدخال الآلات الغربية في أغنياتها، حيث انها أول من ابتدأ بحركة (الغناء المعاصر –البوب ميوزك) في العراق وكان أهم ما يميزها أيضاً بأنها كانت تدندن أصعب الالحان بحنجرة رقيقة وعيون ضاحكة.

## الاخراج
تركت الغناء واتجهت للإخراج، ورغم تركها الغناء، فإن اعمالها الإخراجية كانت متميزة وتحمل طابعا خاصا بها.(ويقال أن تركها للغناء في فترة الثمانينات بعد أن فقدت الموسيقى في العراق جمالها، واتخذت طابعا يسود عليه الرقص الإباحي والكلمات التي لم تعد ذات قيمة.. ومن ثم تركت العـراق وهاجرت مع عائلتها إلى إحدى دول الخليج العربي.
ورغم أنقطاع سيتا عن الغناء فانها لا تزال تعتبر واحدة من رواد التجديد في الاغنية العراقية بعد أن كانت الاغنية العراقية غارقة بالمحلية والقوالب النمطية[معلومة أم رأي؟] حيث تعتبر من أوائل الذين ادخلوا الالات الغربية كالجيتار والبيانو في اغانياتها.
سيتا هاكوبيان تقاعدت مبكرا جدا في خضم المآسي والحروب التي مرت وتمر على البلاد. وهي متزوجة من المخرج عماد بهجت وتعيش الآن مع زوجها في قطر ولديها ابنتان نوفا عماد ونايري وتعيشان في كندا. تعمل نوفا عماد في مجال الغناء ونايري تعمل في مجال الإخراج.
من أجمل ماغنته سيتا هي أغنية «دروب السفر» والتي يسميها العراقيون «صغيرون» وأعاد غنائها عدد كبير من المطربين العراقيين والعرب، ومن أغانيها الشهيرة أيضاً «الولد» وأغنية «ما اندل دلوني» وأغنية «بهيدة».

## الأغنيات
- الوهم
- أجمع أوراق الشوق
- غني شقد ما تقدر غني
- كرمتنا
- أعز موال
- غني يا بغداد
- دروب السفر (صغيرون)
- بهيدة
- ما أندل دلوني (من الفلكلور العراقي)
- شوقي
- الأصابع
- قلبي خلص والروح (أغنية لزكية جورج بصوت سيتا هاكوبيان)
- لالي
- بغداد يا غالية
- شيصير لو نلقى (لا مر)
- ويلي ويلي
- قصة الفجر
- نحب لو ما نحب (دويتو مع الفنان سعدون جابر)
- دار الزمان
- أحسب ليالي
- عندما تطل (من الحان إلياس الرحباني)
- الاثنين أحسن من الواحد
- لقاء مع الفرح
- صغير يا ابن الناس
- الولد الولد
- بعدما تمضين
- دار الزمان
- دنيا (لا مرهم)
- هراشيني (باللغة الكورديه)
- اسمي رائد (أغنية للاطفال من ألحان إلياس الرحباني)
- لو كان عندي قطار (أغنية للأطفال من ألحان إلياس الرحباني)
- لا تبعد (لا أرضى)
- منك يا الأسمر (من الفلكلور العراقي)
- نم يا صغيري
- نذر في المساء
- نحب لو ما نحب (دويتو مع الفنان سعدون جابر)
- بيريه (باللغة الكورديه)
- شراع ومرسى
- يا أجراس
- يا ليل السهر
- يا نجوم البراري
- غني يا بغداد
- «غنوا غنوا» من كلمات الكاتبة إنعام كجه جي
- «كفاني أموت على أرضها» من كلمات الشاعرة الفلسطينية (فدوى طوقان)
- «نشيد البقاء» من كلمات الشاعر السوري الكبير (سليمان العيسى)

## الحفلات
قدمت حفلاتها في العديد من الدول العربية والعالمية، ومثّلت العراق في الاسابيع الثقافية في مختلف الدول منها:
- القاهرة 1974
- الجزائر 1974
- أوزبكستان 1975
- موسكو 1975
- مهرجان الاغنية السياسية في ألمانيا 1976
- مهرجان اورفيوس العالمي - بلغاريا 1976
- إسبانيا 1978
- ألامارات العربية المتحدة 1979
- دولة قطر 1979

## الأفلام والبرامج المتلفزة
مثلت في العديد من الأعمال التلفزيونية، ومنها:
- تمثيلية: شهر عسل في الرميلة - 1973 - إخراج محمد الجنابي
- مسلسل: الطائر الأسود - 1974 - إخراج إبراهيم عبد الجليل
- تمثيلية: بائعة البنفسج - 1974 - إخراج حسن حسني
- تحقيق عن ام حميد - 1976 - إخراج عماد بهجت

## وصلات خارجية
- موقع سيتا على اليوتيوب
- موقع سيتا على الساوند كلاود
- موقع سيتا على الفيس بوك